# Sierra de La Bobia
La sierra de La Bobia o simplemente La Bobia es una pequeña sierra,  y un alto,  del norte de España enclavada en el límite entre los concejos asturianos de Castropol y Villanueva de Oscos, si bien sus laderas se adentran también en los municipios de Boal, Illano y Vegadeo.
En líneas generales la sierra de la Bobia separa las cuencas de los ríos Eo y Navia y en ella nacen diversos ríos y riachuelos,  como el río Porcía, el río Suarón, el río Urubio y el arroyo de la Bobia.
La mayor altura de la sierra es el pico llamado Filso de la Bobia, de 1201 m sobre el nivel del mar.
- Datos: Q5962253